# Erítinos
Erítinos (en grec antic Ἐρυθῖνοι) era una ciutat a la costa de Paflagònia que Homer menciona al "Catàleg dels troians" a la Ilíada, li dona l'epítet d'elevada i diu que era una de les ciutats aliades de Príam a la guerra de Troia.
Estrabó deia que la ciutat estava situada sobre dues grans roques elevades, i que el nom li venia del color vermellós (ἒρυθρῖνοι) que tenien. Indica que la ciutat es trobava a 90 estadis d'Amastris i a 60 de Cromna.